# 二沙头水上机场
二沙头水上机场位于中国广州市珠江前航道二沙头附近河段。机场以水面作跑道，以一座浮码头作旅客候机室。于1935年由中国航空公司使用，至1937年中航的广州航线停航后停用。